# ジョン・ヘイドラー

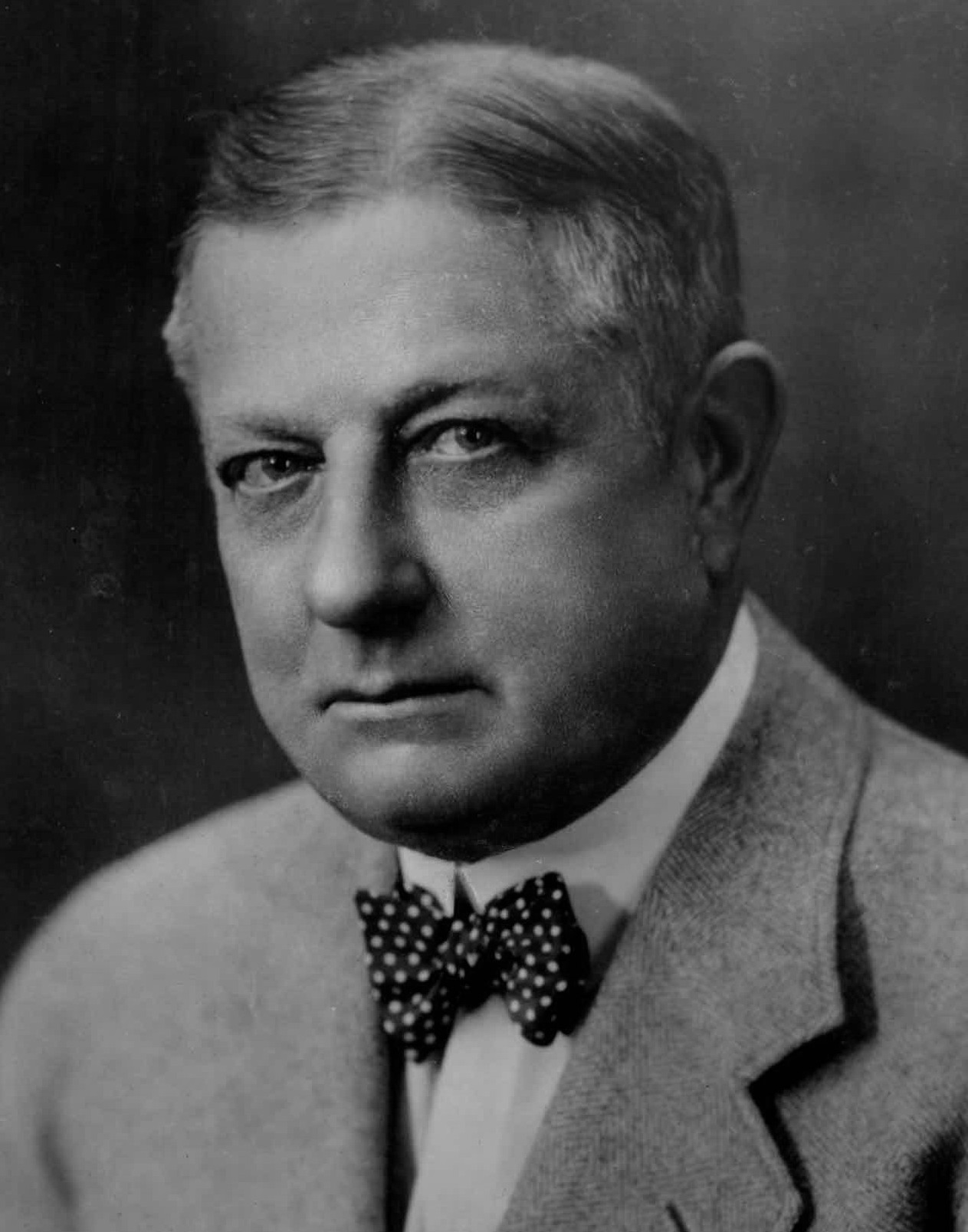
1918年撮影

ジョン・アーノルド・ヘイドラー（John Arnold Heydler、1869年7月10日 – 1956年4月18日）は、メジャーリーグ役員。

## 生涯
ニューヨーク州ラファージビルで生まれる。政府印刷局に印刷工として勤務。
当時の合衆国大統領グロバー・クリーブランドに書類承認のための原稿を見せた際に、「ケイシー打席に立つ」を暗唱したといわれている。その後ヘイドラーはナショナルリーグの審判員（1895年 – 1897年）を経てスポーツライターとなった。
1903年、ナショナルリーグ会長であるハリー・プリアムの個人秘書として雇われ、リーグ事務局の役割である各種統計記録類の集計作業に主として携わった。仕事柄リーグ初期の記録類に接することができた。また、選手成績の新しい評価法を提唱するようになった。たとえば打撃記録として打点を記録する事を強く支持し、また、投手の平均自責点（防御率）の計算を始めた。
1907年から1918年にかけてはナショナルリーグの会計責任者を務めた。任期中の1909年には当時の会長であるプリアムの自殺に際して一時的に会長職を務めた。1918年から1934年まで、再び会長職に就いたが、この期間中の1919年、エリアス兄弟を記録集計の責任者として採用し、また1921年にはベースボールコミッショナーにケネソー・ランディスが就任するのを強く推した。後年、アメリカ野球殿堂設立の手助けにも尽力した。
1929年、ヘイドラーは投手の打順に10番目の打者を打たせてはどうかとの提案をしたが、これはその後の1973年に指名打者制度となって実現する。
リーグ会長を引退後は1956年にカリフォルニア州サンディエゴで86歳で亡くなるまで、ナショナルリーグのチェアマンを務めた。